# 諾克森崖
77°32′S 163°5′E / 77.533°S 163.083°E
諾克森崖是南極洲的山崖，位於維多利亞地，處於英聯邦冰川北岸，屬於阿斯加德山脈的一部分，處於弗林特嶺南端，現時由南極條約體系管理。